# Kruhovka (Semechnice)
Kruhovka je malá vesnice, část obce Semechnice v okrese Rychnov nad Kněžnou. Nachází se asi 1 km na jihozápad od Semechnic. Vznikla rozhodnutím Zastupitelstva obce Semechnice dne 27. dubna 2016 a k tomuto dni bylo evidováno 6 adres.
Východně od Kruhovky se nachází vrchol Velká Hvězda, dosahující nadmořské výšky 355 metrů nad mořem.
Prochází tudy silnice III/3203, která lokalitu spojuje se Semechnicemi na severovýchodě a Záhornicí na jihu. Na této komunikaci se v Kruhovce nachází autobusová zastávka pojmenovaná „Semechnice, drůbežárna“, odkud k roku 2017 jezdí autobus do Dobrušky, Opočna či Rychnova nad Kněžnou na lince provozované společností Audis Bus. Po silnici je Kruhovkou vedena také značená cyklotrasa číslo 4351.

## Další fotografie

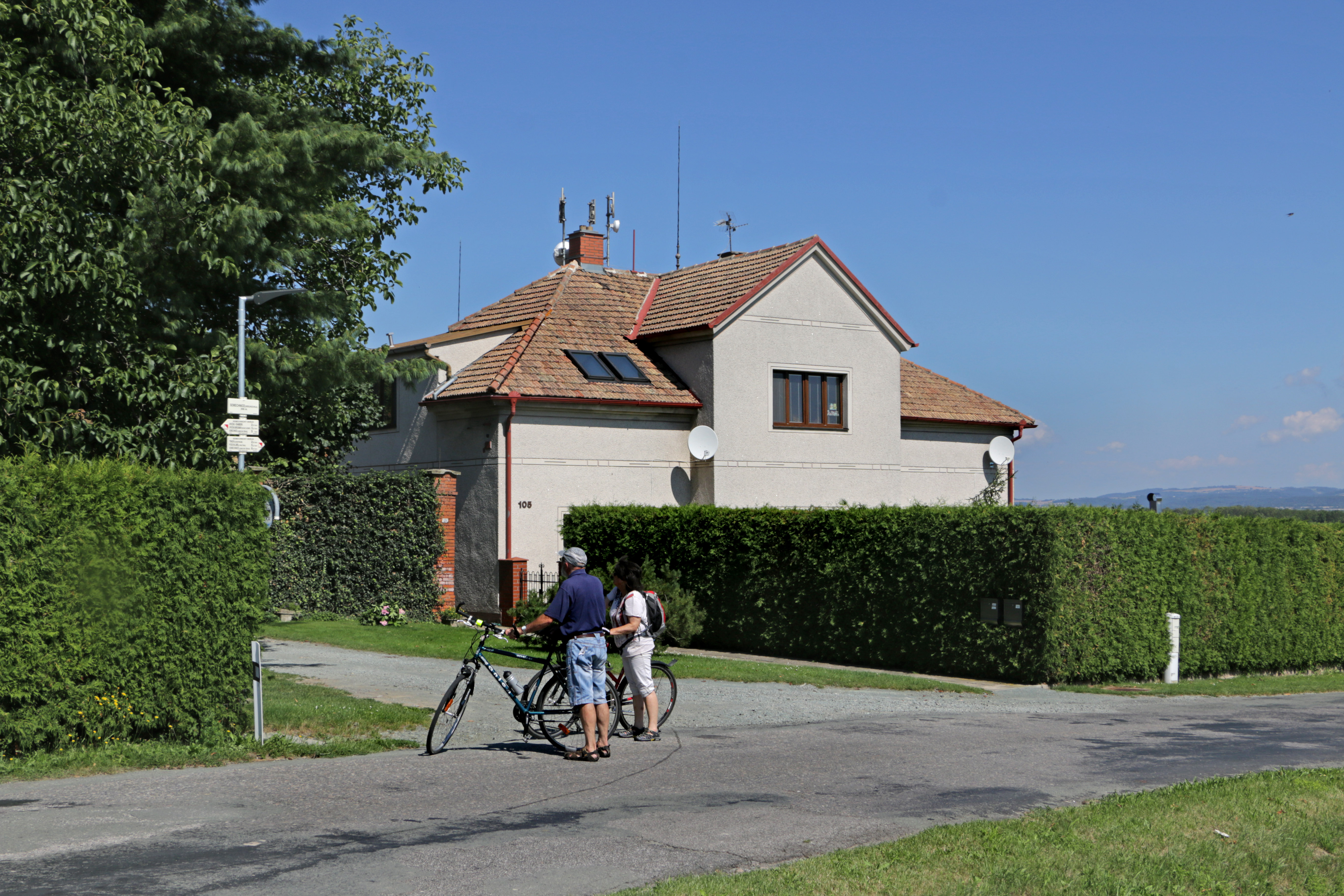
Rozcestník a dům čp. 105
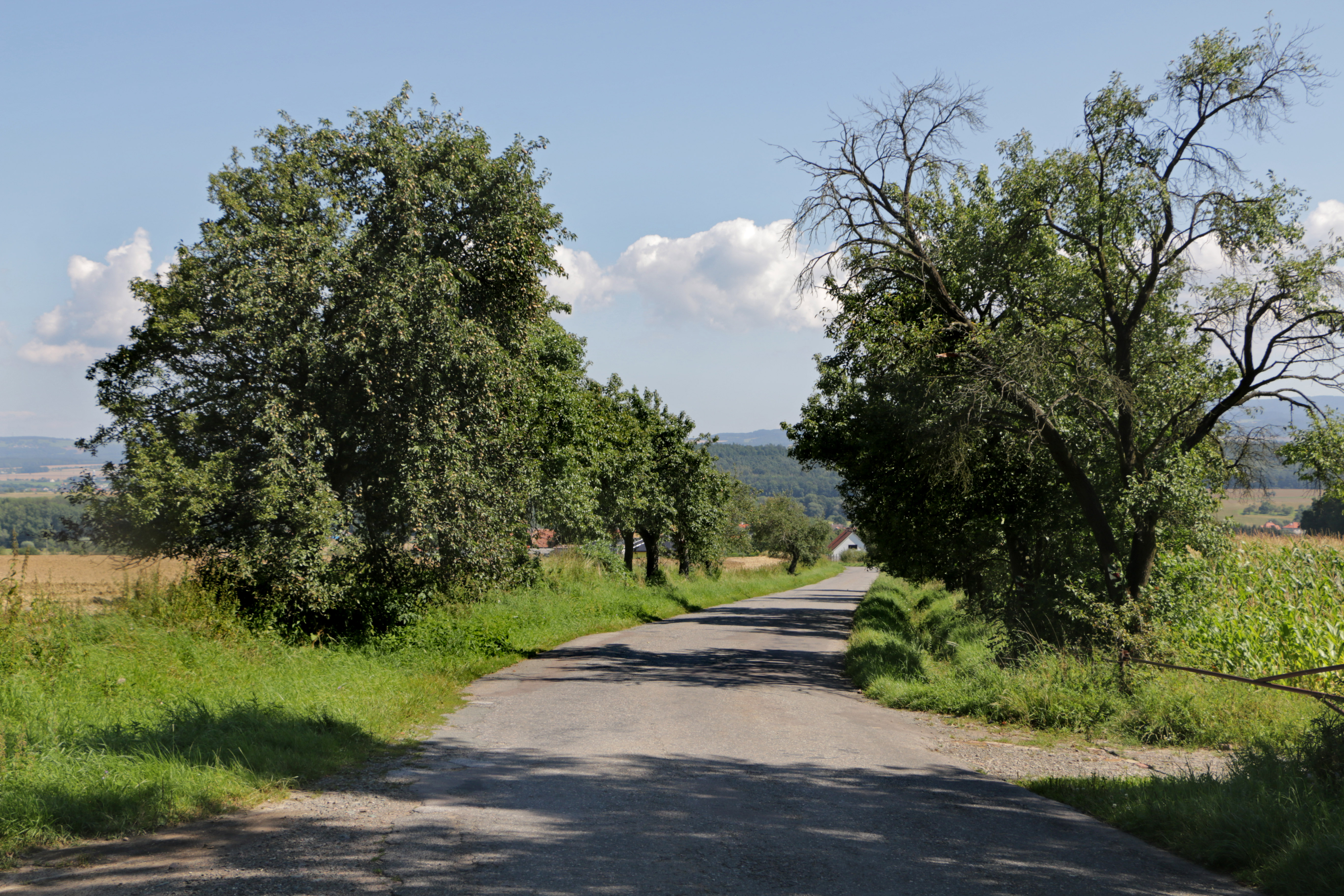
Stromořadí u silnice k vesnici
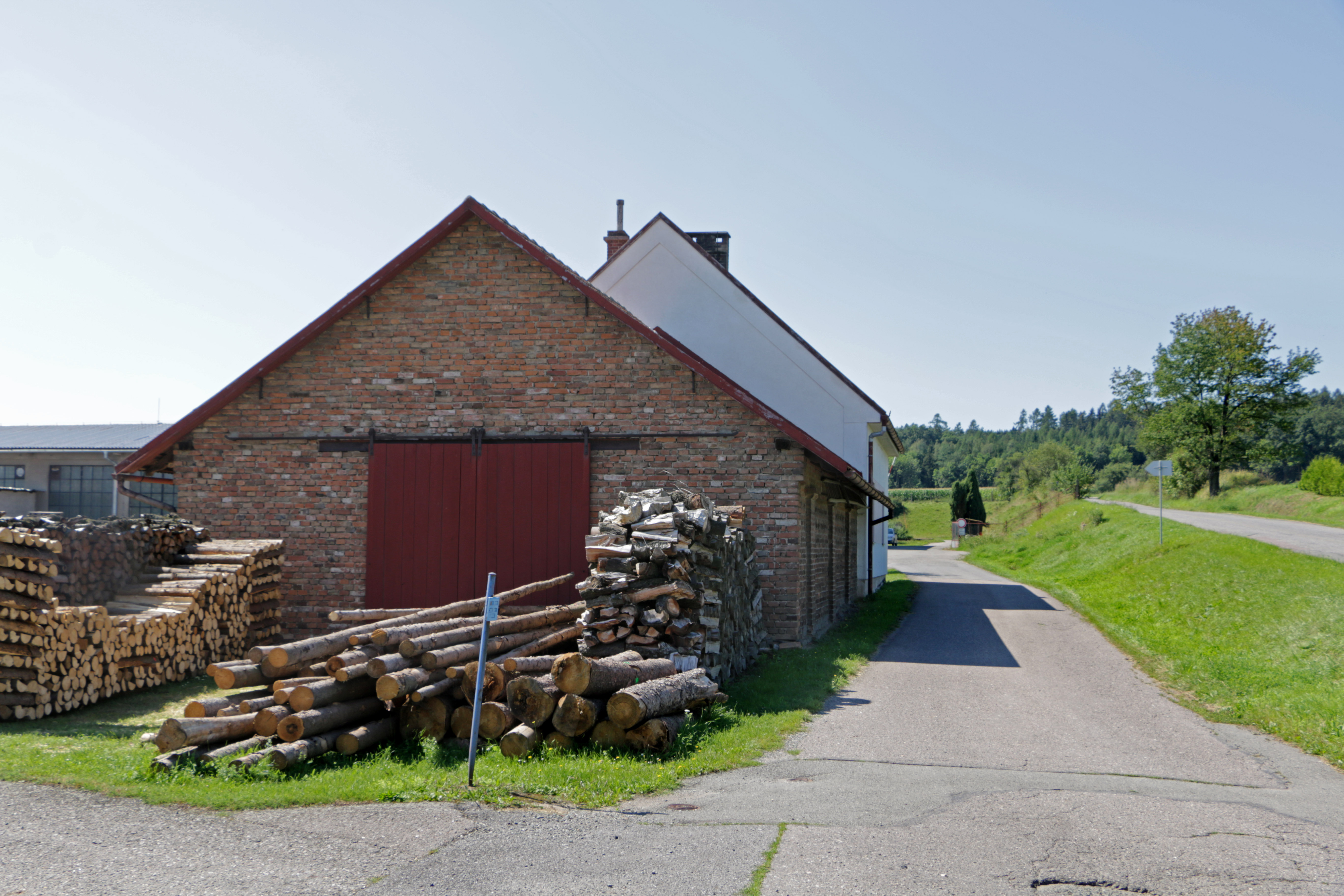
Pila